# Lorenzo II. Medičejski
Lorenzo II. Medičejski, gospod, neformalni voditelj florentinske republike, * 12. september 1492, Firence, † 4. maj 1519, Firence.
Neformalni voditelj Firenc je postal 1513, ko je po devetnajstih letih izgnanstva Medičejcev kardinal Giovanni de' Medici s špansko vojsko v imenu papeža Julija II. zavzel Firence. Na oblast so spet prišli pristaši Medičejcev, ki jih je v mestu predstavljal Lorenzo, Giovannijev nečak in prvi naslednik medičejskega rodu.
Pol leta kasneje je Giovanni postal papež Leon X. in si zamislil Medičejce kot združitelje severne Italije. Podobnih misli je bil tudi Niccolò Machiavelli, ko je pisal svojo knjigo Vladar in jo posvetil Lorenzu II.
Priložnost za korak v to smer se je ponudila 1516, ko sta umrla španski kralj Ferdinand II. Aragonski (zavojevalec Neaplja z velikim vplivom v Italiji) in Leonov brat Giuliano de' Medici (ki je izgnanstvo preživljal v Urbinu in se je čutil dolžnika vojvode Urbinskega). Vojvoda Urbinski, Francesco Maria I. della Rovere, je pet let prej zagrešil uboj, ki je bil tedaj nekako pozabljen, sedaj pa se je papež nanj spomnil, vojvodo izobčil in poslal Lorenza II. z najemniško vojsko nad Urbino. A Rovere se ni dal in se je čez leto dni vrnil s svojo najemniško vojsko. Nakar je Leon najel še večjo vojsko, ki je močno obremenila papeške finance. Končalo se je tako, da je bil Lorenzo v bitki hudo ranjen, Roveri pa je za obrambo Urbina zmanjkalo denarja in se je moral umakniti. Leon X. je Lorenza II. imenoval za vojvodo Urbinskega.
Marca 1518 je Leon poročil Lorenza s sestrično francoskega kralja Franca I., Madeleine de la Tour d'Auvergne, ki pa je po rojstvu prve hčerke Katarine, kasnejše francoske kraljice, umrla. Nekaj dni kasneje je umrl tudi Lorenzo II., od tuberkuloze in sifilisa.
Po smrti Leona X. 1521 so se Rovere vrnili v Urbino.

## Družina
Lorenzova starša sta bila Piero de' Medici Nesrečni in Alfonsina Orsini.
1518 se je poročil s Madeleine de la Tour d'Auvergne, sestrično francoskega kralja Franca I.
Njuna hči je bila Katarina (1519–1589), kasnejša francoska kraljica, poročena s Henrikom II.